# Sorry Seems to Be the Hardest Word
Sorry Seems to Be the Hardest Word è un brano composto da Elton John e Bernie Taupin. Venne pubblicato nel 1976, sia come singolo (il secondo pubblicato dalla Rocket Records) che come traccia dell'album Blue Moves, e raggiunse l'undicesima posizione nella classifica britannica, la sesta in quella statunitense, la terza in quella canadese e la nona in quella italiana.
Il brano è una ballata, ed è anche uno dei pochi in cui Elton John ha scritto buona parte del testo. La melodia mette in evidenza la drammaticità della voce di Elton e il pianoforte suonato dall'artista; è comunque presente anche una sezione di archi, udibile soprattutto nella parte strumentale del pezzo.
Sorry Seems to Be the Hardest Word è oramai divenuto uno dei classici più famosi della rockstar britannica.
La canzone ha avuto negli anni diverse cover, fra cui quelle di Joe Cocker (contenuta nell'album tributo Two Rooms: Celebrating the Songs of Elton John & Bernie Taupin), di Mina (nel suo Rane supreme), di Shirley Bassey, di Barry Manilow, di Pedro Aznar, di Billy Blanco Jr., della boy band Blue, di Anne Haigis (con un testo in tedesco, il cui titolo è Nacht aus Glas) e di Joseph Williams (nel suo Tears). Inoltre Ray Charles e lo stesso Elton John hanno eseguito il brano in duetto, nell'album postumo di Ray Charles del 2004 Genius Loves Company. Ne esiste anche una versione di Mary J. Blige, sempre del 2004. Nel 2015 è stata incisa da Diana Krall.

## Classifiche
| Classifica (1976) | Posizione più alta |
| ----------------- | ------------------ |
| Regno Unito       | 11                 |
| Stati Uniti       | 6                  |
| Canada            | 3                  |
| Italia            | 9                  |

## Versione dei Blue
Sorry Seems to Be the Hardest Word è una canzone dei Blue, cover di un pezzo di Elton John del 1976. In questa nuova versione partecipa al brano anche lo stesso Elton John.
Il singolo è stato estratto da One Love, secondo album del gruppo inglese, ed ha ottenuto un ottimo successo in tutti i paesi in cui è stato pubblicato ottenendo una quarta posizione nella classifica italiana, e rimanendo in classifica per quasi sei mesi.

## Tracce
1. Sorry Seems to Be the Hardest Word (Radio Edit)
2. Album Ballad Medley - Blue
3. Sweet Thing - Blue

## Classifiche
| Classifica (2002) | Posizione più alta |
| ----------------- | ------------------ |
| Regno Unito       | 1                  |
| Irlanda           | 3                  |
| Francia           | 6                  |
| Germania          | 3                  |
| Paesi Bassi       | 1                  |
| Italia            | 4                  |
| Svizzera          | 3                  |
| Ungheria          | 1                  |